# Villadossola
Villadossola är en ort och kommun i provinsen Verbano Cusio Ossola i regionen Piemonte i Italien. Kommunen hade 6 522 invånare (2018).